# Robert Taylor
Robert Taylor, ursprungligen Spangler Arlington Brugh, född 5 augusti 1911 i Filley, Nebraska, död 8 juni 1969 i Santa Monica, Los Angeles, Kalifornien, var en amerikansk skådespelare. Taylor engagerades 1934 av Metro-Goldwyn-Mayer och inledde så sin filmkarriär. Han fick sin första huvudroll följande år i En läkares samvete. Hans popularitet växte under slutet av 1930- och 1940-talet med roller i En yankee i Oxford (1938), Dimmornas bro (1940) och Bataan-patrullen (1943). 
Taylors far var läkare. Taylor studerade till cellist, innan han genomgick ett filmtest och skrev kontrakt med filmbolaget MGM.
Robert Taylor var pojkaktigt snygg och lanserades som "Mannen med den perfekta profilen". Han gjorde först uteslutande romantiska roller, bland annat mot Greta Garbo i Kameliadamen, men fick så småningom mer mogna roller.
Mellan 1939 och 1951 var Taylor gift med Barbara Stanwyck. Han gifte sedan om sig med den tyska skådespelaren Ursula Thiess, och de förblev gifta fram till hans död. 
Robert Taylor avled i lungcancer 1969 och är begravd på Forest Lawn Memorial Park i Glendale.

## Filmografi i urval
- 1935 – Broadways melodi 1936
- 1935 – En läkares samvete
- 1936 – Storstaden lockar
- 1936 – Ett paradis för två
- 1936 – Kameliadamen
- 1937 – Förälskad, Förlorad, Förledd!
- 1937 – Mannen hon Älskade
- 1937 – Broadways Melodi 1938
- 1938 – En yankee i Oxford
- 1938 – Kamrater
- 1940 – Dimmornas bro
- 1941 – Johnny Eager - Utpressning
- 1943 – Bataan-patrullen
- 1944 – Havets drottning (berättare)
- 1946 – Dolda känslor
- 1947 – Den höga muren
- 1949 – Stormen kommer
- 1949 – Konspiratör
- 1950 – Väster om Arizona
- 1951 – Quo Vadis
- 1952 – Ivanhoe – den svarte riddaren
- 1953 – Riddarna av Runda Bordet
- 1955 – Jagad jägare
- 1955 – Kronan och svärdet
- 1956 – Den sjätte juni
- 1956 – Uppdrag i London
- 1958 – De tysta husens dal
- 1958 – Natt i Chicago
- 1959 – Galgen väntar
- 1959–1962 – The Detectives (TV-serie)
- 1963 – Sista tåget från Wien
- 1964 – Fruktan för natten
- 1967 – Hämnaren från Yuma